# Cyathea elliottii
Cyathea elliottii är en ormbunkeart som beskrevs av Karel Domin. Cyathea elliottii ingår i släktet Cyathea och familjen Cyatheaceae. Inga underarter finns listade.